# Liste der Stolpersteine in Sázava

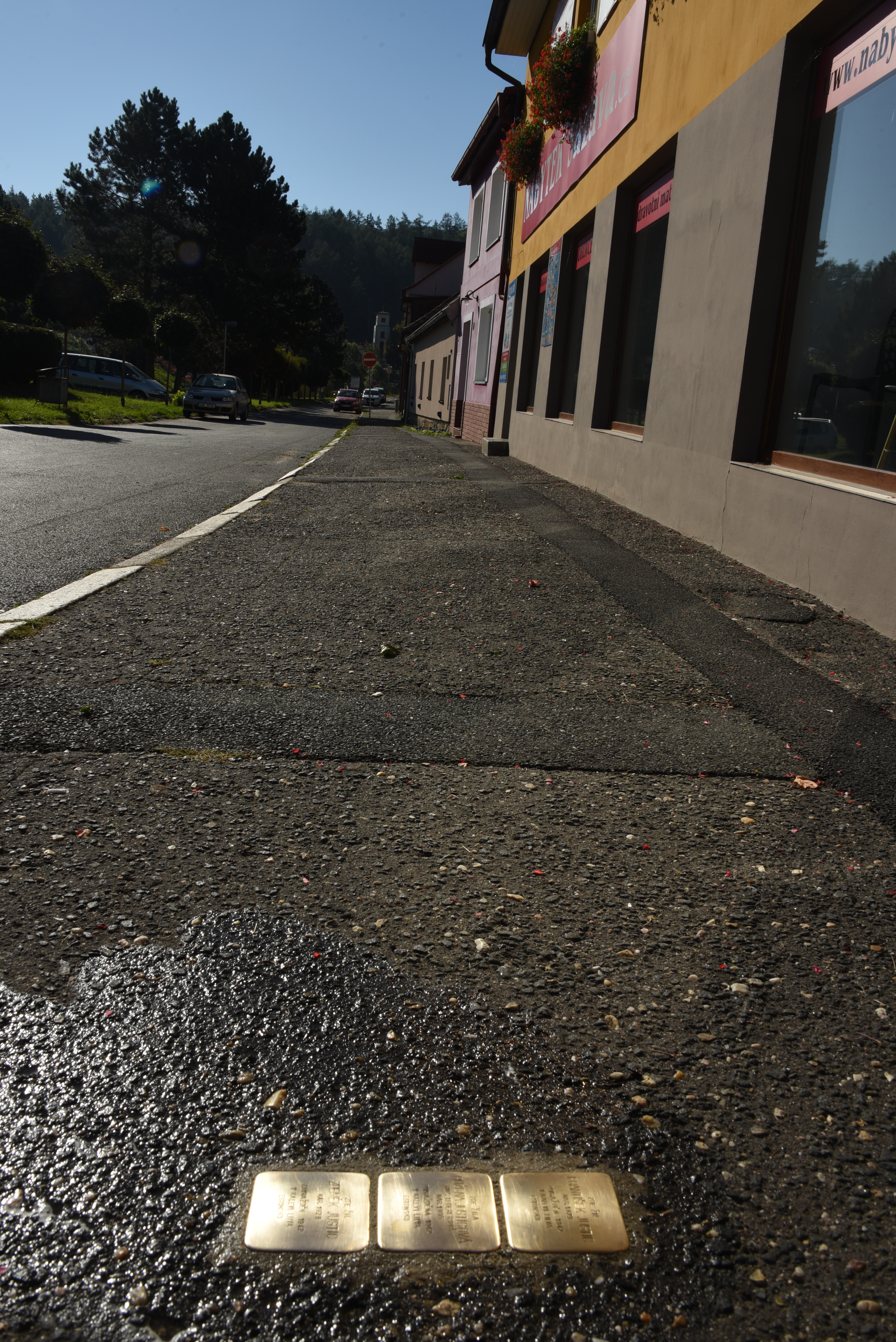
Stolpersteine in Sazava für Familie Justic

Die Liste der Stolpersteine in Sázava listet die Stolpersteine auf, die in der Stadt Sázava verlegt wurden. Stolpersteine erinnern an das Schicksal der Menschen, die von den Nationalsozialisten ermordet, deportiert, vertrieben oder in den Suizid getrieben wurden. Die Stolpersteine wurden vom Kölner Künstler Gunter Demnig konzipiert und werden im Regelfall von ihm selbst verlegt. Die Stolpersteine liegen in der Regel vor dem letzten selbstgewählten Wohnort des Opfers. Sie werden auf Tschechisch stolpersteine genannt, alternativ auch kameny zmizelých (Steine der Verschwundenen).

## Stolpersteine
Die Tabellen sind teilweise sortierbar; die Grundsortierung erfolgt alphabetisch nach dem Familiennamen.
| Stolpersteine | Übersetzung                                                                                 | Verlegeort     | Name, Leben |
| ------------- | ------------------------------------------------------------------------------------------- | -------------- | --- |
|               | HIER LEBTE FRANTIŠEK JUSTIC GEB. 1879 ERMORDET 1942 IN KALEVI-LIIVA ESTLAND                 | Klášterní 47 · | František Justic wurde am 3. oder 8. September 1897 in Výžerky geboren. Sein Vater war Josef Justic, ein Kaufmann. Er hatte mehrere Geschwister: Anna, Bozena, Olga, Marie, Zdenka, Heinrich, Vladimir (geboren 1893) und Karel (geboren 1901). Am 12. Juni 1927 heiratete er Růžena, geborene Ledererová. Das Paar hatte zumindest einen Sohn: Zdeněk (geboren 1938). Am 13. Juni 1942 wurde František Justic gemeinsam mit seiner Frau und seinem Sohn mit dem Transport AAd von Kolín in das Konzentrationslager Theresienstadt deportiert. Seine Transportnummer war die 254. Am 1. September 1942 wurde die Familie mit dem Transport Be nach Raasiku in Estland deportiert. František Justics Transportnummer war die 700. In Kalevi-Liiva wurde er mit seiner Frau und seinem Sohn vom NS-Regime ermordet. Sein Vater Josef Justic wurde ebenfalls mit dem Transport AAd am 13. Juni 1942 (seine Transportnummer war die 253) nach Theresienstadt deportiert. 3 Monate später, am 17. September 1942 starb er dort. In der Todesfallanzeige wurde Herzschwäche als Grund angegeben. Sein Bruder Vladimir Justic wurde 1942 von Prag nach Theresienstadt deportiert und dann ebenfalls wie sein Bruder František Justic mit dem Transport Be nach Raasiku deportiert und dort ermordet. Mit ihm wurde auch sein Sohn Jan deportiert und ermordet. Karel Justic wurden ebenfalls mit dem Transport AAd deportiert (seine Transportnummer war die 249) und 1944 in Auschwitz ermordet. |
|               | HIER LEBTE ZDENĚK JUSTIC GEB. 1928 ERMORDET 1942 IN KALEVI-LIIVA ESTLAND                    | Klášterní 47 · | Zdeněk Justic wurde am 30. April 1938 geboren. Seine Eltern waren František Justic und Růžena Justicová. Er wurde am 13. Juni 1942 zusammen mit seinen Eltern mit dem Transport AAd von Kolín in das Konzentrationslager Theresienstadt deportiert. Seine Transportnummer war die 256. Am 1. September 1942 wurde die Familie mit dem Transport Be nach Raasiku in Estland deportiert. Zdeněk Justics Transportnummer war die 746. In Kalevi-Liiva wurde er mit seinen Eltern vom NS-Regime ermordet. |
|               | HIER LEBTE RŮŽENA JUSTICOVÀ GEB. LEDEREROVÁ GEB. 1905 ERMORDET 1942 IN KALEVI-LIIVA ESTLAND | Klášterní 47 · | Růžena Justicová, geborene Ledererová, wurde am 11. Dezember 1905 in Dymokury geboren. Sie war die Tochter von Josef Lederer und Josefine Ledererová, geborene Bendová. Am 12. Juni 1927 heiratete sie František Justic. Das Paar hatte zumindest einen Sohn: Zdeněk (geboren 1938). Sie wurde gemeinsam mit Mann und Kind am 13. Juni 1942 mit dem Transport AAd von Kolín in das Konzentrationslager Theresienstadt deportiert. Ihre Transportnummer war die 255. Am 1. September 1942 wurde die Familie mit dem Transport Be nach Raasiku in Estland deportiert. Růžena Justics Transportnummer war die 745. In Kalevi-Liiva wurde sie mit ihrem Mann und ihrem Sohn vom NS-Regime ermordet. Ihre Mutter Josefina Lederová wurde ebenfalls am 13. Juni 1942 mit dem Transport AAd nach Theresienstadt deportiert. Ihre Nummer auf dem Transport war die 257. Von dort wurde sie am 22. Oktober 1942 ins Vernichtungslager Treblinka deportiert und dort nach der Ankunft ermordet. Für sie wurde 2016 ein Gedenkstein in Liberec verlegt. |

## Verlegedatum
Die Stolpersteine in Sázava wurden von Gunter Demnig persönlich am 20. September 2017 verlegt.